# Готические дома
Готические дома — комплекс исторических зданий в Петергофе. Построены в 1836—1842 гг. Объект культурного наследия федерального значения. Расположены на Александрийском шоссе и улице Аврова.

## История
Дома были возведены по проекту архитектора И. И. Шарлеманя 1-го для размещения знатных особ и придворных чинов на месте обветшавших деревянных казарм лейб-гвардии Гренадерского полка. Строительство началось в начале 1836 года, когда на месте трёх снесённых деревянных домов начали строить три каменных, «в готическом стиле». При этом средний дом был предназначен для особ императорской фамилии и иностранных королевских домов, поэтому был отделан лучше всего. В конце 1836 года начали возводить ещё один дом ближе к Красному пруду, на месте полковой церкви. В 1839 году четыре готических дома были завершены. В 1840—1842 годах напротив конюшен возведён пятый дом, называемый также Кофишенским домом. После Октябрьской революции дома стали корпусами санатория «Петродворец». После банкротства санатория дома переданы под размещение апарт-отелей, а один из домов (Александрийское шоссе, 10) — под офис Агентства по управлению памятниками истории и культуры.

## Архитектура
Характерный ансамбль в первую очередь образуют три дома, обращённых к Александрийскому шоссе. Средний дом крупнее остальных, имеет центральную часть с третьим мансардным этажом, оформленную восьмигранными башенками. Боковые части среднего дома имеют форму двухэтажных башен, первые этажи которых оформлены трёхгранными эркерами. Боковые дома одинаковы, они имеют одноэтажную среднюю часть, также с эркером, и боковые части в виде квадратных двухэтажных башен с аттиком. Таков же и четвёртый дом, со стороны пруда. Кофишенский дом имеет сходный вид, но с двухэтажной средней частью. В оформлении много готических элементов, в частности, оконные переплёты со стрельчатыми фрамугами и розетками, стрельчатые сандрики, пояса под карнизом, состоящие из трёхлопастных арочек, подвески в виде флеронов.

## Список домов
- Александрийское шоссе, 4 (угол с улицей Аврова)
- Александрийское шоссе, 6 — средний дом, для размещения великих князей и принцев
- Александрийское шоссе, 8
- Александрийское шоссе, 10
- улица Аврова, 3 — Кофишенский дом, для размещения кухни